# Cambronne (metrostation)
Cambronne is een station van de metro in Parijs langs metrolijn 6 in het 15e arrondissement. Het station ligt bovengronds. De naam is afgeleid van de Place Cambronne en de Rue Cambronne, welke een eerbetoon zijn aan burggraaf Pierre Cambronne (1770-1842), die een grote rol speelde in de Slag bij Waterloo als leider van de Keizerlijke Garde.

## Geschiedenis
Het station werd geopend op 24 april 1906 als onderdeel van de toenmalige metrolijn 2 Sud. Vanaf 14 oktober 1907 lag het station langs metrolijn 5. Op 6 oktober 1942 werd het traject tussen station Place d'Italie en station Charles de Gaulle - Étoile overgeheveld van metrolijn 5 naar metrolijn 6.

## Aansluitingen
- RATP-busnetwerk: een lijn
- Noctilien: twee lijnen

Charles de Gaulle - Étoile · Kléber · Boissière · Trocadéro · Passy · Bir-Hakeim · Dupleix · La Motte-Picquet - Grenelle · Cambronne · Sèvres - Lecourbe · Pasteur · Montparnasse - Bienvenüe · Edgar Quinet · Raspail · Denfert-Rochereau · Saint-Jacques · Glacière · Corvisart · Place d'Italie · Nationale · Chevaleret · Quai de la Gare · Bercy · Dugommier · Daumesnil · Bel-Air · Picpus · Nation